# الیزا لا پورتا
الیزا لا پورتا (رومانیایی: Elizza La Porta؛ ۱ مارس ۱۹۰۲ – ۱۵ نوامبر ۱۹۹۷) بازیگر اهل رومانی بود.